# Sambai
Sambai is een bestuurslaag in het regentschap Simeulue van de provincie Atjeh, Indonesië. Sambai telt 546 inwoners (volkstelling 2010).